# Efraín Medina
Efraín Medina Guerra (12 de mayo de 1954, Santa Catarina Mita, Jutiapa, Guatemala), avecindado en Jalapa, es ingeniero agrónomo egresado de la Universidad de San Carlos de Guatemala. Fue Ministro de Agricultura, Ganadería y Alimentación de Guatemala,durante. el gobierno del general Otto Pérez Molina, candidato vicepresidencial en las elecciones generales de Guatemala de 2011 por el partido Visión con Valores; su compañero de fórmula fue el ex pastor Harold Caballeros. Fue también Rector Magnífico de la Universidad de San Carlos de Guatemala.

## Biografía
Nació en la aldea Jocote Dulce, municipio de Santa Catarina Mita, Jutiapa, Guatemala, el 12 de mayo de 1954. Es Ingeniero Agrónomo egresado de la Universidad de San Carlos de Guatemala, Facultad de Agronomía, (1976-1980), con una Maestría en Ciencias de Universidad de Texas A&M, Kingsville, Texas. Perito agrónomo Instituto Técnico de Agricultura, Bárcena, Villa Nueva (1973-1975). Desarrollo organizacional y administración de la investigación Universidad de Kassel, Alemania (mayo-junio de 2006).

## Vida política

### Ministro del MAGA
El 15 de noviembre de 2011, Otto Pérez Molina confirma a Efraín Medina dentro de su gabinete de gobierno como Ministro de Agricultura, Ganadería y Alimentación de Guatemala, fue juramentado el 14 de enero de 2012 por el presidente de Guatemala Otto Pérez Molina.

### Candidatura vicepresidencial 2011
El 19 de mayo de 2011 Harold Caballeros y Nineth Montenegro secretaria general del partido Encuentro por Guatemala confirman que Efraín Medina será el binomio vicepresidencial del partido Visión con Valores en colación con el partido Encuentro por Guatemala (VIVA-EG), según los datos oficiales del Tribunal Supremo Electoral de Guatemala quedaron en quinto lugar con un total de 276.192 votos que representa un 6,24% del total de votos.